# Saison 1 d'Old Christine
Chronologie
Saison 2
Cet article présente le guide des épisodes de la première saison de la série télévisée américaine Old Christine (The New Adventures of Old Christine).

## Distribution

### Acteurs principaux
- Julia Louis-Dreyfus (V. F. : Anne Jolivet) : « Old » Christine Campbell
- Clark Gregg (V. F. : Jean-François Aupied) : Richard Campbell
- Hamish Linklater (V. F. : Guillaume Lebon) : Matthew Kimble
- Trevor Gagnon (V. F. : Eugène Christo-Foroux) : Richard « Ritchie » Campbell
- Emily Rutherfurd (en) (V. F. : Chantal Baroin) : « New » Christine Hunter
- Tricia O'Kelley (en) (V. F. : Rafaèle Moutier) : Marly Ehrhardt
- Alex Kapp Horner (V. F. : Véronique Desmadryl) : Lindsay Ehrhardt

### Acteurs récurrents
- Wanda Sykes (V. F. : Françoise Vallon) : Barb
- Amy Farrington (V. F. : Nathalie Regnier) : Ali
- Andy Richter (V. F. : Bernard Bollet) : Stan
- Matt Letscher (V. F. : Jean-François Pagès) : Burton
- Jordan Baker : Mrs. Belt

## Épisodes

### Épisode 1:Un ex, deux Christine
- États-Unis : 13 mars 2006 sur CBS
- Belgique : 30 décembre 2007 sur Plug RTL
- France : 16 janvier 2008 sur Canal+

- États-Unis : 12,36 millions de téléspectateurs (première diffusion)

### Épisode 2:Supertramp
- États-Unis : 13 mars 2006 sur CBS
- Belgique : 6 janvier 2008 sur Plug RTL
- France : 17 janvier 2008 sur Canal+

- États-Unis : 15,09 millions de téléspectateurs (première diffusion)

- Amy Farrington (Ali)
- Andy Richter (Stan)
- Michael Medico (Cute Guy)

### Épisode 3:Blind Date
- États-Unis : 20 mars 2006 sur CBS
- Belgique : 13 janvier 2008 sur Plug RTL
- France : 18 janvier 2008 sur Canal+

- États-Unis : 15,13 millions de téléspectateurs (première diffusion)

- Wanda Sykes (Barb)
- Matt Letscher (Burton)
- Shi Ne Nielson (Spa Girl)
- Saxon Trainor (Samantha)
- Anthony Holiday (Pete)
- Adam Zolotin (Mark)
- Tria Katz (Kim)
- Scott Klace (Jeff)
- Femi Emiola (Hostess)
- Kerry Carney (Female Swim Instructor)
- Patrick Fischler (David)
- Mary Alexandra Stiefvater (Cerise)

### Épisode 4:Souvenirs, souvenirs
- États-Unis : 27 mars 2006 sur CBS
- Belgique : 20 janvier 2008 sur Plug RTL
- France : 21 janvier 2008 sur Canal+

- États-Unis : 11,96 millions de téléspectateurs (première diffusion)

- Matt Letscher (Burton)
- James Huang (Waiter)
- Jayne Taini (Nurse)

### Épisode 5:Le Grand Saut
- États-Unis : 3 avril 2006 sur CBS
- France : 22 janvier 2008 sur Canal+
- Belgique : 27 janvier 2008 sur Plug RTL

- États-Unis : 8,28 millions de téléspectateurs (première diffusion)

- Matt Letscher (Burton)
- Sarah Kruger (Michelle)
- Alicia Ziegler (Amber)

### Épisode 6:Chacun pour moi
- États-Unis : 10 avril 2006 sur CBS
- France : 24 janvier 2008 sur Canal+
- Belgique : 3 février 2008 sur Plug RTL

- États-Unis : 11,42 millions de téléspectateurs (première diffusion)

- Jordan Baker (Mrs. Belt)
- Wanda Sykes (Barb)
- Scott Lawrence (Nate)
- Wendy Raquel Robinson (Anita)
- Lily Goff (Ashley)
- Marissa Blanchard (Kelsey)
- Manny Marianakis (Frank)

### Épisode 7:Soirée ratée
- États-Unis : 17 avril 2006 sur CBS
- France : 25 janvier 2008 sur Canal+
- Belgique : 10 février 2008 sur Plug RTL

- États-Unis : 11,38 millions de téléspectateurs (première diffusion)

- Andy Richter (Stan)
- Jordan Baker (Mrs. Belt)
- Patrick Kerr (Martin)
- Jennifer Elise Cox (Natalie)
- Jim Hanna (Man)
- Jillian Boyd (Woman)
- Keeshan Giles (Young Man)
- Maya Goodwin (Young Woman)

### Épisode 8:Fête et Défaite
- États-Unis : 24 avril 2006 sur CBS
- France : 28 janvier 2008 sur Canal+
- Belgique : 17 février 2008 sur Plug RTL

- États-Unis : 11,81 millions de téléspectateurs (première diffusion)

- Jordan Baker (Mrs. Belt)
- Helen Slater (Liz)
- Nancy Lenehan (Kit)
- Liz Torres (Esperanza)
- Kurt Doss (Jack)
- Lily Goff (Ashley)
- Marissa Blanchard (Kelsey)
- Tina D'Marco (Amy)
- Alejandra Flores (Alba)

### Épisode 9:La Nana de papa
- États-Unis : 1er mai 2006 sur CBS
- France : 29 janvier 2008 sur Canal+
- Belgique : 24 février 2008 sur Plug RTL

- États-Unis : 11,92 millions de téléspectateurs (première diffusion)

- Jordan Baker (Mrs. Belt)
- Mary McDonough (Mrs. Wilhoite)

### Épisode 10:À qui la faute?
- États-Unis : 8 mai 2006 sur CBS
- France : 30 janvier 2008 sur Canal+
- Belgique : 2 mars 2008 sur Plug RTL

- États-Unis : 11,87 millions de téléspectateurs (première diffusion)

- Wanda Sykes (Barb)
- Rebecca Creskoff (Hilary)
- Andromeda Dunker (Woman's Voice)

### Épisode 11:Mère de Rockeur
- États-Unis : 15 mai 2006 sur CBS
- France : 31 janvier 2008 sur Canal+
- Belgique : 9 mars 2008 sur Plug RTL

- États-Unis : 11,44 millions de téléspectateurs (première diffusion)

- P. J. Byrne (Doug)
- Edward James Gage (Bouncer)
- Jack Kehler (Scalper)
- Craig Welzbacher (Arena Employee)
- Lisa Cole (Boy's Mom)
- Connor Carmody (Boy)

### Épisode 12:La Bonne… Copine
- États-Unis : 22 mai 2006 sur CBS
- France : 1er février 2008 sur Canal+
- Belgique : 16 mars 2008 sur Plug RTL

- États-Unis : 7,53 millions de téléspectateurs (première diffusion)

- Ana Ortiz (Belinda)
- Lauren Bowles (Patty)
- Kevin Kilner (Charles)
- Kelly Hare (Sherri)
- Rachel Quaintance (Beth)
- Shane Baumel (Kid)

### Épisode 13:Baiser salé
- États-Unis : 22 mai 2006 sur CBS
- France : 4 février 2008 sur Canal+
- Belgique : 23 mars 2008 sur Plug RTL

- États-Unis : 13,06 millions de téléspectateurs (première diffusion)

- Jordan Baker (Mrs. Belt)
- Matt Letscher (Burton)
- Amy Landers (Pretty Christine)